# Michel Bussi

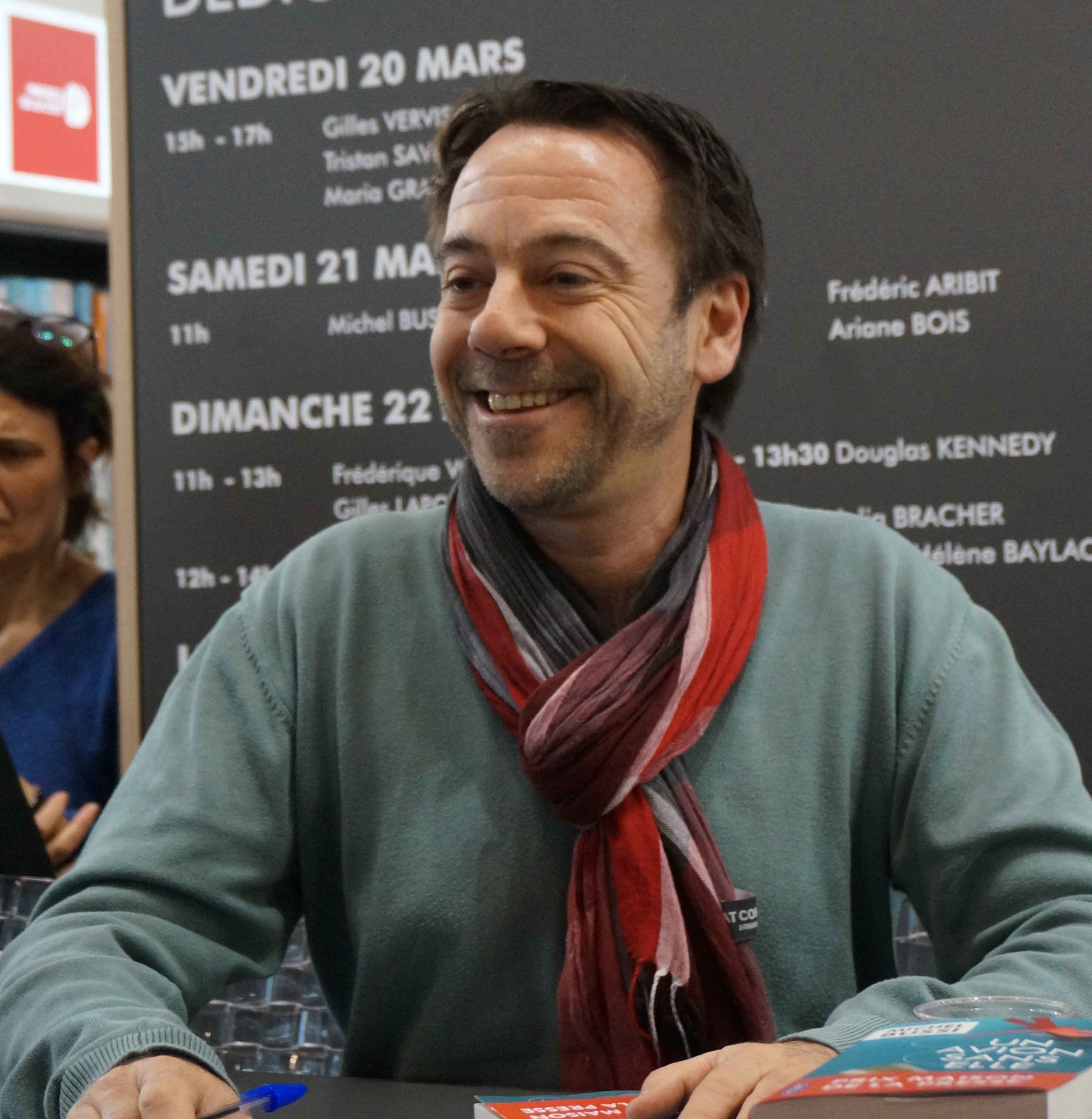
Michel Bussi (2015)

Michel Bussi (* 29. April 1965 in Louviers) ist ein französischer Politologe und Geograph und lehrt an der Universität Rouen. Er schreibt Kriminalromane, die in Frankreich mehrfach mit Literaturpreisen ausgezeichnet wurden.
Auf Deutsch sind Das Mädchen mit den blauen Augen (2014), Die Frau mit dem roten Schal (2015), Beim Leben meiner Tochter (2016), Das verlorene Kind (2018), Fremde Tochter (2019), Nächte des Schweigens (2020) und Tage des Zorns (2020) erschienen.

## Werke (Auswahl)
- Un monde en recomposition, Géographie des recompositions territoriales. Pu Rouen 2010. ISBN 978-2-87775-474-3

Romane
- 2006: Code Lupin
- 2007: Omaha Crimes : Le polar du débarquement en Normandie
- 2008: Mourir sur Seine
  - Nächte des Schweigens, dt. von Ina Böhme, Aufbau Verlag, Berlin 2020, ISBN 978-3-7466-3696-2.
- 2009: Sang famille
- 2010: T'en souviens-tu mon Anaïs?
- 2011: Nymphéas noirs
- 2012: Un avion sans elle
  - Das Mädchen mit den blauen Augen, dt. von Olaf Matthias Roth, Aufbau Verlag, Berlin 2015, ISBN 978-3-7466-3147-9.
- 2013: Ne lâche pas ma main
  - Beim Leben meiner Tochter, dt. von Eliane Hagedorn und Barbara Reitz, Aufbau Verlag, Berlin 2016, ISBN 978-3-7466-3193-6.
- 2014: N'oublier jamais
  - Die Frau mit dem roten Schal, dt. von Olaf Matthias Roth, Aufbau Verlag, Berlin 2017, ISBN 978-3-7466-3302-2.
- 2015: Maman a tort
  - Das verlorene Kind, dt. von Eliane Hagedorn und Barbara Reitz, Aufbau Verlag, Berlin 2018, ISBN 978-3-7466-3410-4.
- 2016: Le temps est assassin.
  - Fremde Tochter, dt. von Eliane Hagedorn und Barbara Reitz, Aufbau Verlag, Berlin 2019, ISBN 978-3-7466-3537-8.
- 2017: On la trouvait plutôt jolie
  - Tage des Zorns, dt. von Eliane Hagedorn und Barbara Reitz,  	Rütten & Loening, Berlin 2020, ISBN 978-3-352-00932-7.
- 2019: J'ai dû rêver trop fort
- 2019: Tout ce qui est sur terre doit périr (bereits 2017 unter dem Pseudonym Tobby Rolland als La Dernière Licorne erschienen)
- 2020: Au soleil redouté